# 浜村渚の計算ノート
『浜村渚の計算ノート』（はまむらなぎさのけいさんノート）は、青柳碧人による日本の推理小説のシリーズ。イラストは桐野壱が担当している。2009年7月より講談社Birthおよび講談社文庫（共に講談社）から刊行されている。数学を題材にしたミステリー作品。シリーズ第1作は第3回「講談社Birth」小説部門受賞。作者のデビュー作となった。2019年10月時点で累計部数は110万部を突破している。
執筆のきっかけについて作者は、中学生に「数学なんか勉強して、一体なんの意味がある?」と尋ねられて答えに困り、それなら自分なりの答えを見つけてみようと執筆したと述べている。
モトエ恵介作画の漫画版が、『月刊少年シリウス』（講談社）において、2013年7月号から2016年2月号まで連載され、その後は『水曜日のシリウス』に移籍して2016年2月3日から12月21日まで連載された。

## あらすじ
1さつめ〜4さつめ
少年犯罪の元凶として学校教育から数学が排斥された日本。それに憤る数学者、ドクター・ピタゴラスこと高木源一郎が結成した「黒い三角定規」がテロ予告を行う。対抗すべく警視庁に設置された「黒い三角定規・特別対策本部」に迎えられたのは女子中学生、浜村渚だった。渚はその卓越した数学能力と、どこから仕入れてくるのか分からない数学史の知識、そして数学への深い愛情を駆使して、テロリストたちと戦ってゆく。
5さつめ〜8さつめ
ドクター・ピタゴラスの病死により、武藤と旧知の仲である森本洋一郎が「黒い三角定規」のトップに立った。冷酷に数学テロを実行する彼とその部下たちに、渚たちは立ち向かってゆく。
9さつめ〜
病死したと思われていたドクター・ピタゴラスは、なんと生きていた。再び彼をトップに据えた「黒い三角定規」と、渚たちの戦いは激化してゆく。

## 物語の背景・舞台
少年犯罪が急増した理由を義務教育の内容と関連付けた論文が心理学の権威により発表されたことを受けて、小中学校における義務教育の内容が刷新された日本が舞台。「心を伸ばす教科」として道徳や芸術科目の比重が大きくなった一方で従来の科目の内容は削減されている。特に理系科目については「物事を数値化し、数理現象・物理現象など事実だけを重んじる科目は、心を尊重し他人をいつくしむ人間性を否定しうる」と大幅に削減されてしまい、数学と理科は週に1回、月曜日のみに行われる。しかし月曜日は休日になることが多く、科目といえない状況となっている。このことに反発して数学テロ組織「黒い三角定規」が結成された。しかしこのことで、世間には「数学は犯罪者を育てる学問」と認知されるようになり、数学はとうとう義務教育から姿を消してしまった。

## 主要組織
黒い三角定規
高木 源一郎が主導する数学テロ組織。日本政府に対して「義務教育における数学の地位を向上すること」を要求している。高木の手掛けた数学教育ソフトを通じて予備催眠をかけていた一般人を信号発信機を使って操り、実証と称して様々な殺人を行う。この数学教育ソフトは20年前から全国全ての高等学校での数学教育に用いられていたため、日本で高校教育を受けた15歳以上38歳以下の国民は予備催眠がかかっている。組織内に横のつながりはあまりなく、たいていは高木から指示を受けた実行犯が事件を起こす。
黒い三角定規・特別対策本部
「黒い三角定規」に対して警視庁に設置された特別対策本部。しかし入れるのは高木が手掛けた数学教育ソフトを一度も見たことがない人間（洗脳される恐れのない人間）だけで、20代の人間は後述する武藤、瀬島、大山の3人のみ、他は皆39歳以上である。また、数学テロに対する組織なのに数学音痴ばかりが集まってしまっている。

## 登場人物

### 黒い三角定規・特別対策本部
浜村 渚（はまむら なぎさ）
千葉市立麻砂第二中学校2年生の少女。艶のあるショートカットの前髪を自然に分け、右側のほうにピンク色の太いヘアピンをつけている。顔の輪郭はシャープと言うよりは丸く、とろんとした二重まぶたに、不安げな長いまつげの持ち主。背は低く、顔立ちも体つきもまだあどけなく子どもっぽいが、武藤曰く「あと何年かすれば間違いなく世の男どもを虜にするであろう美少女のタマゴ」。対策本部の救世主として、千葉県から連れてこられた。数学が大好きで、ナンバープレイスを計算だけで左上から全てのマスを埋めるなど高い計算力を持ち、数学の知識も豊富。数学の事になると饒舌になり、止まらなくなる。渚曰く、幼稚園の頃から数学をしていた。
人見知りで、初めての場合自分から話そうとはしない。また大人にはだれでも敬語を使う。武藤曰く「数学のこと以外は普通の女子中学生」で、対策本部で学校での話をすることが多い。
数学以外の教科はもっぱら苦手（特に社会）だが、数学史は得意。あらゆる数学者には「〜さん」をつけ、唯一オイラーだけは「オイラー先生」と呼ぶ。
非常に好き嫌いが多く、玉ねぎ、生魚、グリンピース、ねぎ、アスパラガス、はちのこが苦手。しかし年相応に食欲旺盛である。知覚過敏のため、シャーベットなどを食べると奇妙な声を上げる。知らない言葉を聞かされると生返事のように繰り返す癖がある。トレードマークはさくらんぼノートと親友のセチ（長谷川千夏）に貰ったピンクの勝負シャーペン。他に持っている文具はマリーちゃんのペンケースと水色コンパスとスチール製の定規が登場する。
武藤 龍之介（むとう りゅうのすけ）
対策本部の一人で、本作の語り手。20代の男性で、高校生に当たる3年間を栃木の山奥で過ごしたことから高木が手掛けた数学ソフトを見たことがなく、対策本部に入ることができた。渚と行動することが多く、渚からも信頼されている。初めは数学音痴だったが、渚と一緒にいることで、様々な数学の知識を身につけていく。『2さつめ』でキューティー・オイラーからクイズを出された時は、苦しみながらも渚のヒントにより不思議な国の謎を解いた。実はグリンピースが苦手。
瀬島 直樹（せじま なおき）
対策本部の一人。20代だが、高校卒業までをアメリカで過ごしており、高木の数学教育ソフトを見たことがなかったため、対策本部に入った。プライドが高く、数学なども得意で、渚が初めて来たときはナンバープレイスで勝負を挑むも、敗北する。初めは渚の態度にイラついていたものの、徐々に渚を頼りにするようになる。しかし、素直に頼む事は出来ず、高慢な態度をとる。
大山 あずさ（おおやま あずさ）
対策本部の一人。20代だが、彼女の出身であった沖縄の離島、亀鳴島には20年間ソフトの導入がされておらず、ソフトを見た事がなかった（彼女はこの事件で初めてソフトの存在を知った）。
時間の感覚が周りとずれており、遅刻の常習犯だが、本人に自覚はない。態度も傍若無人で、かなりマイペースでそっけないが、面倒見もよく、仲間意識も厚いのでいざというときは頼りになる。渚からはあずさネエさんと呼ばれ慕われている。三味線が弾けたり、琉球空手を使えたり、ヘアピンでピッキングできたりする。
8と1/2さつめ「つるかめ家の一族」ではストーリーテラーを務めた。
錦部春美（にしきべ はるみ）
新潟県出身。アルミホイルを奥歯で噛むようなキンキンとした高音の声で、ボサボサの髪に、腫れぼったい細い目。伸びきった灰色のトレーナーをきている。右手に古ぼけた竹刀を握っており、興奮すると壁などを叩く癖がある。
小学校6年生から学校生活に馴染めずに義務教育をドロップアウト。残りの10代はほとんど引きこもって過ごした。
引きこもっていたため、情緒不安定で、感情の起伏が激しい。両親に買い与えられたパソコンを独学で学び、20歳の頃にハッキングを覚えた。初めは他人のブログの背景設定を変えるなどのイタズラ程度のものだったが、次第にエスカレートし、23歳の時に新潟県大吟醸協会の公式ホームページをハッキングし、掲載されている日本酒のアルコール度数をすべてウォッカ並みのものに書き換えたのが原因で逮捕された。その後、保護観察処分となり、その期間中に新潟県警から「社会の役に立てるかもしれない」と警視庁に派遣されることが勧められた。

### 鑑識課第23班
黒い三角定規・特別対策本部がよく協力を依頼する鑑識課の班。仕事の精度はベテランにも引けを取らないほど優秀だが、鑑識課の中でも鼻ピアスや蝶のタトゥーをするなどガラが悪く、警察の風紀を乱すということで嫌われている。そんな23班に対策本部が協力を依頼するのは大山と仲が良いため。
尾財 拓弥（おざい たくや）
鑑識課第23班のリーダー。だらしなく伸ばした髪の先だけを黄土色に脱色しているなど見た目はチャラチャラしているが、鑑識の腕は一流でベテランにもひけを取らない。
上原 ヤマト（うえはら やまと）
警視庁鑑識課23班所属の鑑識官。円周率を小数点以下10万桁まで記憶しているだけでなく、指定された桁から言い始めることができるという特技を持つ。
瀬戸口 綾菜（せとぐち あやな）
鑑識23班に所属する。彼氏が公安部の情報整理担当のため、3さつめ「水色コンパスと恋する幾何学」では公安部に口利きをした。

### 物語全体に登場する人物
伏川真輝（ふしかわまさき）
警視庁機動隊第17部隊、通称「桜田門ジュラルミンボーイズ」のリーダー。首元には隊のトレードマークであるショッキングピンクのネクタイ、黒縁メガネにしっかりセットされた髪型といった見た目である。
機動隊であるにも関わらず前述のような派手派手しい見た目であり、髪が乱れるからとヘルメットの着用も嫌がる。しかし一度仕事となると、メガネをコンタクトに付け替え、一隊のリーダーとして申し分のない仕事ぶりを見せつける。普段と仕事中では性格すら変わり、前線での仕事中に声をかけるとキレてくるほど。

### その他
西村
1さつめに登場。奈良県警の刑事で、ノリのよい関西人。

### 黒い三角定規
高木 源一郎（たかぎ げんいちろう）
「黒い三角定規」主導者、通称「ドクター・ピタゴラス」。日本を代表する数学者だったが、文部科学省が少年犯罪対策の名の元に学校教育から数学を排除した事に憤慨し、動画投稿サイト「Zeta Tube」にてテロ宣言を行った。このサイトは以降も黒い三角定規の声明発表や犯行予告に利用される。公立、私立を問わず全国全ての高校で20年前から導入されていた彼が手掛けた数学教育ソフトにはある種の信号がプログラムされており、信号を受け取った者はみな予備催眠状態にある。この信号を使うことにより、日本中の人々を殺人者にすることが可能となる。「同様に確からしい」など、数学用語を使いながら喋る。5さつめの、「鳴くよウグイス、平面上」では、病死したとされる。「黒い三角定規」が組織される前に、病気が発覚していた。若い世代から、数学を奪ってはいけないと考え、自分の生きている間に最後の抵抗をしようと「黒い三角定規」を組織した。「黒い三角定規」には、「サージョン・ヤコビー」という外科医がいたので手術を受けることができた。一時は回復の兆しもあった。病死したとされていたが、6さつめの「パピルスよ、永遠に」では高木源一郎本人が映った映像が発見される。さらに、8さつめ「虚数じかけの夏みかん」では再度登場し、病気から回復したことが分かっている。さらに、9さつめ「恋人たちの必勝法」ではインドにいることが判明した。
皆藤 ちなみ（かいどう ちなみ）
「黒い三角定規」の幹部の一人で、「キューティー・オイラー」と名乗っている。キューティー・オイラーとして活動する際は、オイラーの等式がプリントされたTシャツを着てアンダーバストでその裾を結び、その上に純白のロングコートを羽織り、深紅のホットパンツ、オーバーニーソックスとニーハイブーツを履くことでふとももやへそを露出させるなど、煽情的な服装に身を包んでいる。北海道函館市出身で、幼少期は学校生活には馴染めなかったものの地元で有名な数学専門学習塾で頭角を現し、中学卒業と同時に東京の名門私立、鳩邦学園に授業料全額免除で特別奨学生として入学。東都大学大学院数学研究科の元院生で、16歳で東都大学に飛び級入学し、翌年には同大学大学院に進級した才女。「BSD予想(バーチ・スウイントナートン=ダイアー予想)」の解決に一歩近づく研究をしたことにより、アメリカの名門理数系学府・プリンフォード大学への国費留学が決まっていたが、日本政府が数学関係研究費を次々に削減した影響を受けて留学が立ち消えとなり、政府を恨んでいる。
だが、自分の書いた論文が、アメリカの大学の教授陣に認められて、無償で留学ができることになった。しかしながら、「黒い三角定規」を抜けることにした彼女は裏切り者とされ、追われる立場となる。7さつめ「悪魔とポタージュスープ」で武藤に逮捕され、拘置所に拘留されている。9さつめ「恋人たちの必勝法」で再び逃走し、高木源一郎の犯行声明で再びテロ活動に加わったことが判明した。
マダム・エミー
自ら司会者を名乗る謎の主婦。渚たちと初めて会ったときは「音板 江美（ねいた えみ）」と名乗った。出版社で高木源一郎の本を編集していた。
森本洋一郎
病状が悪化したドクター・ピタゴラスに代わり、「黒い三角定規」のトップになった青年。通称「アドミラル・ガウス」。武藤の知り合いで、幼少期同じ農場で暮らしていた仲間。軍服を着込み、額には18の形の痣がある。数学専攻でドイツに留学していたが、帰国後数学教育の現場に憤慨し「黒い三角定規」に加盟する。キューティー・オイラー曰く、「私より優秀な人材」。農場にいた頃は、寡黙だが優しい人物であったが、アドミラルとして振る舞う彼は冷酷そのもので、殺人を平気で犯し、仲間を殺すことも厭わない。7さつめ「悪魔とポタージュスープ」にて彼の真の目的が明らかとなる。しかし8さつめで、その目的のために組織を利用したことに憤慨したドクター・ピタゴラスによって切り捨てられ、身柄を警察に引き渡される。
光村ノリオ
黒い三角定規所属のでっぷりとした見た目の男性。長野県を使って四色問題を実証しようとする。
安達宏典
黒い三角定規の一味で、海賊団のリーダー。海賊団のなかでは「キャプテン・ルドルフ」と呼ばれている。
黒ヒゲ先生
ルドルフの数の35桁を除いた1番位が高い「41971」を割り当てられた、キャプテン・ルドルフの海賊団の団員。キャプテン・ルドルフと円周率を巡って口論になり、地下牢に閉じ込められた。

### 作品全体で登場する人物
長谷川 千夏（はせがわ ちなつ）
渚のクラスメイトである女子中学生。ボーイッシュで健康的な容姿をしている。渚とは親友同士であり、「セチ」の愛称で呼ばれる。渚が愛用するピンクのシャープペンシルは彼女からのプレゼント。彼氏がいたが、人間関係のトラブルを気にして 別れた。得意な教科は美術史。柔道部に所属している。渚と親友なだけはあり、渚が言いたいことをすぐに理解したり、数学にもある程度理解力があったりする。
1さつめでは渚の話に出てくるだけだったが、2さつめ以降では実際に登場する。鋭い観察力で、事件解決に貢献することもしばしば。なお、6さつめ「パピルスよ、永遠に」で渚と喧嘩しているが、後日仲直りした。8さつめ「虚数じかけの夏みかん」では渚たちと私立赤煉瓦学園に挑戦している。
楡小路 ルイ（にれのこうじ ルイ）
父親の跡を継ぎ楡小路コーポレーションの社長に就任した若い女性。当初は数学に興味を持っていなかったが、渚によって数学の面白さに目覚める。大企業の社長らしくやることが大胆で、4さつめ「方程式は歌声に乗って」では、電話1本でガスマスクを大量に手配した。
2さつめ「ふしぎの国の期末テスト」で初登場し、その後前述の4さつめ「方程式は歌声に乗って」、5さつめ「鳴くよウグイス、平面上」、7さつめ「悪魔とポタージュスープ」にも登場している。
斉木 スミレ（さいき すみれ）
5さつめと8さつめに登場。渚のクラスメイトである女子中学生。ハイテンションで騒がしい。里織亜季の親友。
女子中高生に大人気のアイドルグループ「青空エクスカリバー」のメンバー、野俣 玲維（のまた れい、通称れいりん）が大好き。また、歴史やバスケットボール、ハムカツも好きである。バスケ部に所属している。
里織 亜季（さとおり あき）
5さつめと8さつめに登場。渚のクラスメイトである女子中学生。斉木スミレの親友。武藤曰く、渚たち仲良しグループ四人の中で一番礼儀正しいとのこと。
「青空エクスカリバー」のメンバー、小林チャーリー翔介(こばやし ちゃーりー しょうすけ、通称チャーリー)が大好き。

### その他
椎名好彦
1さつめに登場。テロに使用された薬品「薬品Z」の開発をしていた研究員。「薬品Z」4.5リットルが盗まれた直後に失踪している。
及川創一
1さつめに登場。数学喫茶「カルダノ」の店長。
四日市潔
1さつめに登場。奈良理科大学教授。「黒い三角定規」に狙われている。
稲石昇平
1さつめに登場。奈良理科大学の学生。
江川花子
1さつめ、4さつめ、5さつめに登場。奈良理科大学の大学院生。
後藤さくら
1さつめに登場。奈良理科大学の大学院生。
田部輝夫
1さつめに登場。奈良理科大学の農学部の学生。
ホンダ
渚の同級生。授業中もずっとルービックキューブをやっているらしい。2さつめで名前のみ登場したが、8さつめで実際に登場。ひょろっとした体型。亜季のことが好きらしい。
サイトウ
渚の同級生。長谷川千夏のことが好き。野球部。後述のコスダとバッテリーを組んでいる。長谷川千夏の元彼氏。
コスダ
渚の同級生。長谷川千夏のことが好き。野球部。前述のサイトウとバッテリーを組んでいる。
ミナミダ
渚の同級生。一学期最後の席替えで渚の斜め後ろの席になる。渚にちぎって投げる用に毎日新しい消しゴムを用意してくる。当の渚は嫌がっている。渚と夏休みの社会の課題研究で一緒のグループになる。
実は渚のことが好きで、神社の祭りで告白するが渚に逃げられる。
カンノ
渚の同級生。彼の名前を出されると、渚は大慌てしたり、顔を真っ赤にして黙り込んだりする。

## 収録作品

### 1さつめ
log10.『ぬり絵をやめさせる』
ドクター・ピタゴラスこと高木源一郎が数学の地位向上を求める声明を発表してから1か月。長野県茅倉市のマンションで絞殺体が発見される。その後も長野県内の各市で殺人事件が頻発。そんな中、警視庁「黒い三角定規・特別対策本部」に、千葉県警の推薦で浜村渚がやってくる。あまりの幼さに捜査員たちは動揺するが、瀬島直樹とのナンバープレイス勝負で圧倒的な計算力を見せつけられ、戦力になり得ることを納得した。被害者の名前を見た浜村渚は名前にある共通点があることに気づき、1つの数学の定理に結び付ける。

log100.『悪魔との約束』
新宿区にある佐田美術館で警備員が毒殺された。対策本部は、犯行に使用された薬品を管理していた椎名好彦を容疑者として目をつける。椎名好彦は数学喫茶「カルダノ」に出入りしていたことが分かり、武藤と渚、瀬島が店長の及川創一を聴取するも目ぼしい情報は取れなかった。椎名の行方がつかめず困惑する対策本部に、椎名が死体で発見されたと一報が入る。

log1000.『ちごうた計算』
数学者である奈良理科大学教授、四日市潔が黒い三角定規に狙われているという情報がに入った。武藤と大山と渚は、特別身辺警護で奈良県へ。しかし、大山と奈良県警の西村が麻酔で眠らされた隙に、四日市教授は何者かに拉致されてしまう。

log10000.『πレーツ・オブ・サガミワン』
相模湾に浮かぶ津殿島で、黒い三角定規に加担していると思われる安達宏典について調べるため、渚たちは尾財の部下で、円周率を10万桁暗記している上原ヤマトとともに神奈川県に向かう。コンビニに行った上原と渚、それから嫌な予感を感じた武藤は安達が率いる海賊団に遭遇。そこで渚は突拍子に海賊団に混ぜてほしいと言い、それを認めた海賊団によって、3人は津殿島に連れていかれてしまう。

### 2さつめ ふしぎの国の期末テスト
log10.『その処刑台、カラフル』
「黒い三角定規」に同調した学生が組織に参加するという被害報告が相次いだことを受け、弁護士協会は専門の弁護団を組織して「黒い三角定規」の糾弾を始めた。警察は弁護団が「黒い三角定規」に狙われることを懸念していたが、それは現実のものとなった。弁護団に所属する弁護士2人が姿を消し、1人は翌日の朝、弁護団の本部事務所にルービックキューブ柄の棺桶に納められた遺体となって帰ってきた。それから2時間後、「ルービック王子」と名乗る男の犯行声明が出される。ルービック王子はこれ以上組織の邪魔をすればもう1人の弁護士も殺すと脅す。
遺体が入っていた棺桶には六面全て白いルービックキューブも入っていた。棺桶とルービックキューブ、この2つを見てあることに気付いた瀬島は、渚を呼び出す。

log100.『麗しのルイ嬢』
　「黒い三角定規」の下部組織、「ベッキー・ハット」が行った教育委員会ビル爆破事件。そこにあった基板の破片に使われているのは竜牙膏というセラミック素材を輸入した、楡小路コーポレーションに武藤と渚は調査に行く。
　・峰岸勇（みねぎしいさむ）ー峰岸マテリアルの社長。峰岸マテリアル＝「ベッキー・ハット」
log1000.『割りきれなかった男』
山奥で発生した殺人事件。容疑者は「ナンバー49」という別の男の犯行と主張する。渚は遺留品にある数学的な矛盾を発見する。
log10000.『不思議の国のなぎさ』
　弱冠20歳で米国名門大学留学資格を得た美女、コードネーム「キューティー・オイラー」。4×5が12になる特殊進法に支配された世界で、武藤の命を懸けたゲームが始まる。

### 3さつめ 水色コンパスと恋する幾何学
log10.『クレタ島・嘘つき迷宮（ラビリンス）』
警視庁のコンピュータが「えぴめにdeath」と名乗る人間にハッキングされた。渚はハッキングプログラムを解除する為、嘘とパラドクスに彩られた迷宮に挑む。
log100.『アイシテルの正弦』
IT企業の若手女社長が、謎のメッセージを残して失踪した。渚と武藤は、色恋と三角関数に彩られた事件の謎に迫っていく。
log1000.『「プラトン立体城」殺人事件』
函館へ向かう新幹線内で、渚と武藤は音板江美と名乗る女性に出会う。彼女は渚に、とある小説家が遺した、数学がらみの殺人小説に隠された「遺題」を解いてみないかと持ちかける。
log10000.『武田斐三郎（たけだあやさぶろう）の街で』
黒い三角定規の犯行声明を受け、渚と武藤は函館へと向かう。北海道の名物警部牛河原たちの協力を経て事件を追う渚たちだが、突如彼らの前にキューティー・オイラーが現れる。

### 3と1/2さつめ ふえるま島の最終定理
ふえるま島の最終定理
数学好きの人間だけが集まる奇妙なリゾートホテル“ホテル・ド・フェルマー”。一か月前に起きた密室殺人事件に挑むことになった浜村渚と武藤刑事らはホテルに隠されたもう一つの謎に出会う。それは前オーナーの莫大な遺産のかかった不可思議な「なぞなぞ」だった。
シリーズ初の長編。

### 4さつめ 方程式は歌声に乗って
log10.『モンキィ・ホール・クイズショウ』
テレビ月光で、有名タレントの拉致事件が発生。渚たちがテレビ局に出向くと、ありとあらゆる猿がスタジオを占拠する。そんな中、渚と瀬島は拉致されてしまう。拉致された先の地下スタジオで、渚と瀬島は「モンキィ・ホール」と名乗る男と確率だらけのクイズで勝負することになる。
log100.『折る女たち』
黒い三角定規が殺人折り紙を開発し、テロリストの一人「千羽鶴しずえ」が犯行声明を出す。折り紙にハマっていた渚は、しずえが残す不可解なメッセージを読み解いていくが、その間にも惨たらしい犯行は着々と進んでいった･･････。
log1000.『事情だらけの総合病院』
キューティー・オイラーの策略により負傷し、入院することとなった大山の見舞いに訪れた渚、千夏、武藤。しかしこの病院でも、「平方数」絡みの奇妙な事件が発生しており･･････。
log10000.『オペラ座の未知数』
黒い三角定規により、お台場のミュージカル劇場が占拠された。彼らが開発した「マイタケモドキモドキ」により、踊り出してしまう瀬島たち。そんな中で劇場に突入した渚、武藤、錦部は、キューティー・オイラーから、黒い三角定規の新たなトップの存在を告げられて･･････。

### 5さつめ 鳴くよウグイス、平面上
log10. 『遊星よりの問題X』
尾財たち鑑識23班が、「メランコリア星人デューラー」に監禁されてしまった。尾財たちは渚たちに協力してもらいながら、命をかけた魔方陣作りに挑戦することとなる。
log100. 『鳩の巣が足りなくても』
「ぽっぽ・ザ・ディリクレ」を名乗るテロリストが、かつての自分の生徒を人質に学園に立てこもった。武藤たちはなぜかフランス料理人に扮して学園に潜入。その後なんと、渚も転校生として学園に堂々現れて･･････！？
log1000. 『パップス・ギュルダン荘の秘密』
黒い三角定規に便乗した愉快犯を取り締まった帰り道、渚たちは大山の運転が原因で道に迷ってしまう。土砂崩れにより元の道に戻れなくなった渚たちは、山の奥で見つけた「パップス・ギュルダン荘」にお世話になることにする。
log10000. 『京都、別れの二次関数』
アドミラル・ガウスを名乗る森本洋一郎とキューティー・オイラーから犯行声明が届く。修学旅行で京都に来ていた渚たちは武藤と合流し、関数と京野菜が入り乱れた不思議な事件に首を突っ込むこととなる。

### 6さつめ パピルスよ、永遠に
log10.『シスター・メルセンヌの記憶』
キューティー・オイラーの居場所を知るという女性を保護した武藤たち。しかし彼女は記憶を失っていた。「完全数」を手がかりに辿り着いた山奥で、渚たちは数学を信仰する不思議な教会を発見する。
log100.『ナポレオンが見つけてくれた』
ナポレオン好きが集まるパーティーで殺人事件が発生。渚と武藤は現場へ向かうが、そこはナポレオンまみれの奇妙な施設だった。
log1000.『集合と孤独のジュース』
「ピーチ★ど★もるがん」を名乗るテロリストにより、危険な薬品入りのジュースが街中に散布される事件が起こる。千夏と喧嘩して機嫌の悪い渚は、半ば憂さ晴らしのように事件の捜査を手伝うことに。
log10000.『魂はピラミッドを彷徨えり』
謎のピラミッドに監禁された瀬島。同じく監禁されていたキューティー・オイラーと奇妙なコンビを組み、エジプト数学が散りばめられたピラミッドからの脱出を図る。その裏では、アドミラル・ガウスとゴールデン・アーメスの恐るべき計画が進んでいた･･････！

### 7さつめ 悪魔とポタージュスープ
log10.『深夜マイナス1』
テロリスト「マイナス・ザ・ベイビー」の罠に嵌り、大山と人質が「デロス・キューブ」という立方体の倉庫に閉じ込められてしまう。閉じ込められた「デロス・キューブ」に指紋が登録されている老人・松関に協力を乞うため、武藤は大分県警の刑事・釣田とともに湯布院に出向く。
- マイナス・ザ・ベイビー - 黒い三角定規のテロリスト。「Zeta Tube」にも顔を出さないため、その正体は謎。
- 松関豪 - 「デロス・キューブ」のNo.71を所有していた会社、マツゼキパワーの元社長。
- 松関初美 - 豪の娘。
- 釣田 - 大分県警の刑事。
- 郷原 - 楡小路ルイの料理人。武藤たちに太刀魚のパッツァなどを振る舞う。

log100.『不可能彫刻の森』
彫刻家・アルビン樋川が殺害された。遺体には黒い三角定規の刺青が彫られており、武藤がかつてワイルドボア夢牧場で共に生活していた人間だったことから、黒い三角定規に無関係ではないと考えた武藤は浜村渚を伴い千葉に向かう。そこで武藤たちを待ち受けていたのは、またも「デロス・キューブ」の謎だった。
- 樋川あひる - アーティスト名「アルビン樋川」。かつてワイルドボア夢牧場で生活していた。
- 江南若菜 - 樋川のマネージャーで第一発見者。
- 萩田 - 千葉県警の刑事。

log1000.『プレゼントにリボンをつけて』
東中野近くの映画館にて、キューティー・オイラーの犯行声明が上映されたと一報が入る。それは、数学にまつわる漫才らしきものだった。謎を解いた浜村渚と一行は、キューティー・オイラーと直接対峙することとなる。
- 喜多良竜徳 - 文部科学省の職員で、教育刷新会議で数学排斥を推進したうちの一人。

log10000.『数学手本忠臣蔵』
喜多良を引き続き警護することになった武藤たち。「大石ペアノ助」と名乗るテロリストから殺害予告が届き、さらに自分宛の荷物が爆発したことに恐れをなした喜多良は長野の実家に帰るという。喜多良を警護するため、武藤たちと浜村渚は長野の喜多良の実家へと向かう。
- 大石ペアノ助 - 赤穂総合大学数学科の学生。喜多良に殺害予告をする。
- 佐原長治 - 喜多良の上司。連日喜多良を警護する武藤たちに新教材のプレゼンを繰り返す。
- 仙波 - 喜多良家の使用人。

### 8さつめ 虚数じかけの夏みかん
log10.『数の砂漠をはるばると』
「ふわーり・ジミー」と名乗るテロリストによる犯行声明が公開され、直後に鳥取で3人が失踪する。黒い三角定規・特別対策本部一同は事件解決のために鳥取へ向かう。
- ふわーり・ジミー - 黒い三角定規の一味。モチーフは、アル・フワーリズミー。アドミラル・ガウスには憤りを感じている。
- 徳市 - 鳥取県警刑事部長。
- おしどりシックス - 鳥取県警の特殊諜報部隊。3組の夫婦で構成されている。

log100.『高塚十兵衛最後の事件』
伝説の刑事と謳われる高塚十兵衛は、数学絡みの奇妙な事件に巻き込まれる。協力を要請された渚と武藤は、約数と友愛数が使われたマンホール連続爆破事件に挑む。
log1000.『回るヨコハマ捜査線(前編)』
log10000.『回るヨコハマ捜査線(後編)』
キューティー・オイラーからもたらされた情報を手がかりに、武藤は渚たちと『私立赤煉瓦学園』という謎解きイベントに参加。大会主催者三人が殺される事件が起こる最中、ついにアドミラル・ガウスが動き出す！

### 8と1/2さつめ つるかめ家の一族
つるかめ家の一族
シリーズ2作目の長編。武藤と大山が交代でストーリーテラーを務める。
黒い三角定規のカードが残された銀行爆破強盗事件の手がかりを求め、武藤は以前事件で関わった亀倉香奈と共に亀倉家へと向かう。　
一方同じく亀倉家へ向かった渚と大山は山道で事故を起こしてしまい、車の中で気絶。目が覚めると、彼らは鶴ノ森家で天女として崇められていて･･････！？
鶴と亀、そして方程式の呪いにまつわる、血塗られた事件が幕を開ける！

### 9さつめ 恋人たちの必勝法（マーチンゲール）
log10.『1を並べよ、並べよ1を』
「ジェネラル・レピュニット」の扇動により、国会議事堂に危機が迫る。「レピュニット数」にまつわる数学的マジックを、渚は解明できるのか。
log100.『私と彼氏の不等式』
毒入りマシュマロによる殺人事件が発生。ルービック王子の妹、唐沢祈莉の通う学園に目星をつけた武藤たちはそこへ乗り込むが･･････。
log1000.『新宿恐竜大戦争』
突如現れた恐竜ロボットに教科書工場が襲われた。渚たちはロボットの開発者町井玄と旧知である、原見則彦の元を訪ねる。
log10000.『恋人たちの赤と黒』
ルーレットを用いた連続爆破事件を引き起こした「モンテカルロさりな」と「クルピエ・マーチンゲール」。彼らと皆藤ちなみの間にはある因縁があった。渚と武藤とちなみは、名古屋の地下にある謎のカジノへと出向く。

### 10さつめ ラ・ラ・ラ・ラマヌジャン
log10. 『9章めの真実』
中華風の格好に身を包んだテロリストらから犯行声明が出される。図書館の五階に立てこもったテロリストから人質を助け出すことができるのか。
log100.『矢印を抱いて眠れ』
密室になっていた建物で死体が発見された。渚はベクトルの考え方でこれを解決するが、また新たな事件が起こる。
log1000. 『電卓が愛を語る話』
渚たちが芋掘りをしていたところ、黒い謎の手袋を発見する。果たしてその手袋は何を意味しているのか･･････。
log10000. 『ナマギリにきいてみろ』

### 11さつめ エッシャーランドでだまし絵を
log10. 『ルース・アーロンゲーム』
log100.『クッキー、翌日サウナ』
log1000. 『ねじれねじれて三角形』
log10000. 『エッシャーランドでだまし絵を』

## 作中に登場する数学に関する用語

### 全話共通
- 対数 - 各話の番号が「log10.（=1）」、「log100.（=2）」のように常用対数で表されている。
- 平方根 - 各話中の節の番号が「√4（=2）」、「√16（=4）」のように平方根であらわされている。（ちごうた計算、麗しのルイ嬢、不思議の国のなぎさ、ふえるま島の最終定理、オペラ座の未知数(「444.000Hz=ラ」、「444.000×(12乗根2)Hz=シ」)、京都、別れの二次関数(「x^2-2x+1(x=1)」、「x^2-4x+4(x=2)」)を除く）

### 1さつめ
| - 定理・公式・数列など - 四色定理（作中では「四色問題」と記述されている） - 四則演算における「0」 - 三次方程式 - カルダノの公式 - 立方完成 - フィボナッチ数列 - 円周率 - ビュフォンの針（ビュフォンの針に関する描写が見られる） | - 人物 - レオナルド・フィボナッチ - ルドルフ・ファン・コーレン - アブラハム・シャープ - ストラスニツキー - ジョージ・リトワイズナー - ウィリアム・シャンクス（700桁以上の円周率の計算を行った19世紀イギリスの数学者。渚たちが食べているパイを作った店の名前として登場） |

### 2さつめ ふしぎの国の期末テスト
| - 定理・公式・数列など - 階乗 - 累乗 - 指数 - 偏差値 - 進数 - 虚数単位 - バーゼル問題 - 自然対数 - 積分 - 素因数分解 - 素数 | - 人物 - 曽呂利新左衛門 - レオンハルト・オイラー - ヨハン・ベルヌーイ |

### 3さつめ 水色コンパスと恋する幾何学
| - 定理・公式・数列など - バーチ・スウィンナートン＝ダイアー予想 - 論理 - パラドックス - エピメニデスのパラドックス（作中では「クレタ人のパラドックス」と記述されている） - アキレスと亀 - 無限等比級数 - ロピタルの定理（作中では「ロピタル侯爵の定理」と記述されている） - ペル方程式 - 公倍数 - 合成数 - 特異点 - 三角関数 - 正弦 - 余弦 - 正接 - 半径 - 直角 - トポロジー - プラトン立体（正多面体） - 和算家 - 遺題継承 - 内角 - 外角 - ねじれの位置 - 存在次元 - 植木算 - 黄金比 - 平方根 - 有理数 - 無理数 - 背理法 - 既約分数 - Q.E.D.(Quod Erat Demonstrandum) - 集合 - 部分集合 - 共通部分 - 空集合（作中では「φ（ファイ）」として登場している） - 交換法則 - アーベル群 - 自然対数 - 偶数 - ベル数 - カタラン数 - 矩形数 - 弧度法 - 多項式 - ユークリッド幾何学 - NP完全問題 - トレミーの定理 - シムソンの定理 - 偏微分方程式 | - 人物 - エピメニデス - ゼノン - プラトン - ピエール・ド・フェルマー - ルイス・フライ・リチャードソン - 関孝和 - 吉田光由 - ヨハネス・ケプラー |

### 3と1/2さつめ ふえるま島の最終定理
| - 定理・公式・数列など - 指数 - 累乗 - フェルマーの最終定理 - 不等式 - 無限大（∞） - 双子素数 - 素数 - フェルマー数 - 素因数分解 - 転倒数 - 偶置換 - 奇置換 - パスカルの三角形 - 進数 - 10進法 - 二項定理 - コンビネーション - 楕円曲線 - 展開 - 方程式 - 三次方程式 - 五次方程式 - 代数 - モジュラー形式 - モーデル・ファルティングスの定理 - クラインの壺 - メビウスの輪 - 次元 - 二次元 - 三次元 - 四次元 - 未知数 - 直交座標系 - 群論 - 素数定理 - 円周率 - 球の体積 - ディオファントス - 無限降下法 - 自然数 - 背理法 - 確率 - ラグランジュポイント - 岩澤理論 - 整数論 | - 人物 - ピエール・ド・フェルマー - アンドリュー・ワイルズ - ジョン・ウォリス - ディオファントス - ニコラ・ブルバキ(フランスの若手の数学者集団のペンネーム) - アンドレ・ヴェイユ - ブレーズ・パスカル - ユークリッド - カール・フリードリヒ・ガウス - ニールス・アーベル - ルネ・デカルト - エヴァリスト・ガロア - ソフィ・ジェルマン - アルキメデス - 岩沢健吉 - 谷山豊 - 志村五郎 |

### 4さつめ 方程式は歌声に乗って
| - 定理・公式・数列など - モンティ・ホール問題 - 確率 - ベイズの定理（作中では「ベイズの公式」と記述されている） - サンクトペテルブルクのパラドックス - 位相空間 - 直角二等辺三角形 - ローマ曲面 - 一次関数 - 離心率 - 放物線 - ピタゴラス数（作中ではピタゴラス数の一つである「1:2:√3」が登場する） - アルゴリズム - 表面積 - 展開図 - 四角数 - バーゼル問題 - 四平方の定理 - 二次関数 - 積分 - 合同式 - 一次方程式 - 未知数 | - 人物 - モンティ・ホール - ヤーコプ・シュタイナー - ピエトロ・メンゴリ - レオンハルト・オイラー - ディオファントス - ジョゼフ＝ルイ・ラグランジュ |

### 5さつめ 鳴くよウグイス、平面上
| - 定理・公式・数列など - トポロジー - 魔方陣 - バナッハ＝タルスキーのパラドックス - 鳩の巣原理 - パップス＝ギュルダンの定理 - ゴールドバッハの予想 - 楕円 - 双曲線 - 放物線 - 円錐 - 円錐曲線 - ベクトル - 二次関数 - 判別式 - 格子点 - 座標 - 一次関数 - 接点 - バーチ・スウィンナートン＝ダイアー予想 - ブラック-ショールズ方程式 - 回転楕円体 | - 人物 - アルブレヒト・デューラー - ポール・エルデシュ - ペーター・グスタフ・ディリクレ |

### 6さつめ パピルスよ、永遠に
| - 定理・公式・数列など - 完全数 - メルセンヌ数 - メルセンヌ素数 - リュカ-レーマーテスト - 約数 - カレン数 - カレン素数 | - 人物 - メルセンヌ - ジェームズ・カレン - フランク・ネルソン・コール - ロビンソン（ラファエル・M・ロビンソン） - カタルディ（ピエトロ・カタルディ） |

### 7さつめ 悪魔とポタージュスープ
| - 定理・公式・数列など | - 人物 |

### 8さつめ 虚数じかけの夏みかん
| - 定理・公式・数列など | - 人物 |

## 既刊一覧
- 青柳碧人（著）・桐野壱（イラスト）、講談社〈講談社Birth、講談社文庫〉、既刊13巻（2024年11月15日現在）

| 巻数 | タイトル                                                      | レーベル    | 第1刷発行日   | 発売日         | ISBN              | 備考                    |
| ---- | ------------------------------------------------------------- | ----------- | ------------- | -------------- | ----------------- | ----------------------- |
| 1    | 浜村渚の計算ノート                                            | 講談社Birth | 2009年7月21日 | 2009年7月23日  | 978-4-06-282804-8 |                         |
| 1    | 浜村渚の計算ノート                                            | 講談社文庫  | 2011年6月15日 | 2011年6月15日  | 978-4-06-276981-5 | 解説:竹内薫             |
| 2    | 浜村渚の計算ノート 2さつめ ふしぎの国の期末テスト             | 講談社Birth | 2010年7月21日 | 2010年7月20日  | 978-4-06-282824-6 |                         |
| 2    | 浜村渚の計算ノート 2さつめ ふしぎの国の期末テスト             | 講談社文庫  | 2012年1月17日 | 2012年1月17日  | 978-4-06-277122-1 | 解説:柳田理科雄         |
| 3    | 浜村渚の計算ノート 3さつめ 浜村渚の水色コンパス               | 講談社Birth | 2011年5月21日 | 2011年5月20日  | 978-4-06-282828-4 | 文庫版では改題          |
| 3    | 浜村渚の計算ノート 3さつめ 水色コンパスと恋する幾何学         | 講談社文庫  | 2012年6月15日 | 2012年6月15日  | 978-4-06-277251-8 | 解説:木村美紀           |
| 4    | 浜村渚の計算ノート 3と1/2さつめ ふえるま島の最終定理          | 講談社文庫  | 2012年7月13日 | 2012年7月13日  | 978-4-06-277301-0 | 解説:はやみねかおる     |
| 5    | 浜村渚の計算ノート 4さつめ 方程式は歌声に乗って               | 講談社文庫  | 2013年4月12日 | 2013年4月12日  | 978-4-06-277491-8 | 解説:モトエ恵介         |
| 6    | 浜村渚の計算ノート 5さつめ 鳴くよウグイス、平面上             | 講談社文庫  | 2014年3月14日 | 2014年3月14日  | 978-4-06-277776-6 | 解説:結城浩             |
| 7    | 浜村渚の計算ノート 6さつめ パピルスよ、永遠に                 | 講談社文庫  | 2015年8月12日 | 2015年8月12日  | 978-4-06-293131-1 | 解説:鈴木治郎           |
| 8    | 浜村渚の計算ノート 7さつめ 悪魔とポタージュスープ             | 講談社文庫  |               | 2017年2月15日  | 978-4-06-293606-4 | 解説:辻真先             |
| 9    | 浜村渚の計算ノート 8さつめ 虚数じかけの夏みかん               | 講談社文庫  |               | 2017年10月13日 | 978-4-06-293741-2 | 解説:日下三蔵           |
| 10   | 浜村渚の計算ノート 8と1/2さつめ つるかめ家の一族              | 講談社文庫  |               | 2018年7月13日  | 978-4-06-512202-0 | 解説:周木律             |
| 11   | 浜村渚の計算ノート 9さつめ 恋人たちの必勝法（マーチンゲール） | 講談社文庫  |               | 2019年4月16日  | 978-4-06-515538-7 | 解説:喜多喜久           |
| 12   | 浜村渚の計算ノート 10さつめ ラ・ラ・ラ・ラマヌジャン          | 講談社文庫  |               | 2023年9月15日  | 978-4065330951    | 解説:ソーラ（YouTuber） |
| 13   | 浜村渚の計算ノート 11さつめ エッシャーランドでだまし絵を      | 講談社文庫  |               | 2024年11月15日 | 978-4065376218    | 解説:ヨビノリたくみ     |

### 『青い鳥文庫』版
桐野壱による挿絵が豊富にあり、各話の最後にクイズ「青柳碧人先生からの挑戦状!」を掲載している。
| 巻数 | タイトル                | 発売日         | ISBN              | 収録話                                                                  |
| ---- | ----------------------- | -------------- | ----------------- | ----------------------------------------------------------------------- |
| 1    | 浜村渚の計算ノート（1） | 2019年9月14日  | 978-4-06-517337-4 | 『ぬり絵をやめさせる』 『悪魔との約束』 『ちごうた計算』                |
| 2    | 浜村渚の計算ノート（2） | 2019年10月12日 | 978-4-06-517453-1 | 『πレーツ・オブ・サガミワン』 『その処刑台、カラフル』 『麗しのルイ嬢』 |

## 漫画
モトエ恵介作画の漫画版が『月刊少年シリウス』（講談社）において、2013年7月号から2016年2月号まで連載され、その後は『水曜日のシリウス』に移籍して2016年2月3日から12月21日まで連載された。基本的に原作準拠だが、原作『2さつめ』の「その処刑台、カラフル」はカットされている。
- 青柳碧人（原作）・桐野壱（キャラクター原案）・モトエ恵介（作画） 『浜村渚の計算ノート』 講談社〈シリウスKC〉、全10巻

| 巻数 | タイトル                 | 収録話 | 第1刷発行日   | 発売日        | ISBN              |
| ---- | ------------------------ | --- | ------------- | ------------- | ----------------- |
| 1    | 浜村渚の計算ノート（1）  | - Question1:「ぬり絵をやめさせる」その1 - 3 - Question2:「悪魔との約束」その1                                                | 2013年11月8日 | 2013年11月8日 | 978-4-06-376423-9 |
| 2    | 浜村渚の計算ノート（2）  | - Question2:「悪魔との約束」その2 - 3 - Question3:「π（パイ）レーツ・オブ・サガミワン」その1 - 2                             | 2014年3月14日 | 2014年3月14日 | 978-4-06-376451-2 |
| 3    | 浜村渚の計算ノート（3）  | - Question3:「π（パイ）レーツ・オブ・サガミワン」その3 - Question4:「ちごうた計算」その1 - 3                                 | 2014年7月9日  | 2014年7月9日  | 978-4-06-376479-6 |
| 4    | 浜村渚の計算ノート（4）  | - Question5:「麗しのルイ嬢」その1 - 3 - Question6:「割りきれなかった男」その1                                                | 2015年1月9日  | 2015年1月9日  | 978-4-06-376519-9 |
| 5    | 浜村渚の計算ノート（5）  | - Question6:「割りきれなかった男」その2 - 3 - Question7:「不思議の国のなぎさ」その1 - 2                                      | 2015年4月9日  | 2015年4月9日  | 978-4-06-376539-7 |
| 6    | 浜村渚の計算ノート（6）  | - Question7:「不思議の国のなぎさ」その3 - Question7.5:「ケーニヒスベルグの夢」 - Question8:「クレタ島・嘘つき迷宮」その1 - 3 | 2015年8月12日 | 2015年8月12日 | 978-4-06-376565-6 |
| 7    | 浜村渚の計算ノート（7）  | - Question9:「アイシテルの正弦」その1 - 3 - Question10:「モンキィ・ホール・クイズショウ」その1                               |               | 2016年1月8日  | 978-4-06-376597-7 |
| 8    | 浜村渚の計算ノート（8）  | - Question10:「モンキィ・ホール・クイズショウ」その2 - 3 - Question11:「折る女たち」その1 - 4                                |               | 2016年6月9日  | 978-4-06-390629-5 |
| 9    | 浜村渚の計算ノート（9）  | - Question11:「折る女たち」その5 - 6 - Question12:「事情だらけの総合病院」その1 - 6                                          |               | 2016年10月7日 | 978-4-06-390653-0 |
| 10   | 浜村渚の計算ノート（10） | - Question13:「オペラ座の未知数」その1 - 7                                                                                   |               | 2017年3月9日  | 978-4-06-390681-3 |

## ミュージカル

### 2021年
2021年12月27日から30日に大阪・梅田芸術劇場シアター・ドラマシティ、2022年1月6日から8日に東京・IMAホールを会場に、本作のミュージカルが公演された。主人公の浜村渚役はオーディションで選ばれ、ミュージカル「浜村渚の計算ノート」の公式YouTubeチャンネルではオーディションの裏側に密着した映像が配信されている。

#### キャスト（2021年）
| 主人公 - 浜村渚 - 井手柚花 テロ組織 黒い三角定規 - ドクター・ピタゴラス - コング桑田 - モンキィ・ホール - 原西孝幸（FUJIWARA） - ファントム - 友石竜也 - キューティー・オイラー - 川原琴響 黒い三角定規・特別対策本部の‍刑事たち - 武藤龍之介 - 上山竜治 - 瀬島直樹 - 三好大貴 - 大山あずさ - 宮崎理奈 浜村渚の同級生 - 南田 - 髙橋真佳把 - セチ - 平田空 - アキ - 内田未来 - スミレ - 小野夢実（東京公演）/ 新藤愛音（大阪公演） | テレビ月光関係者 - 穴杉 - 清水由紀 - 久住 - 福島彩菜 モンキーダンサーズ/ジュラルミンボーイズ(機動隊) - ASHITAKA - GENROC - MIKADO - Nicolas - SHUNPEI - SKAJUN - SNACK - WINGZERO - ZENON - ピノキオのゆうや （produced by FOUND NATION） |

#### スタッフ（2021年）
| - 原作：青柳碧人 - 脚本：嘉納みなこ、植木護 - 作曲：松田純一 - 演出：植木護 - 美術：金井大道具株式会社 - SFX：株式会社シムディレクト - 衣装：plus81 costume - 振付：DRAGON（FOUND NATION・リアルアキバボーイズ）、榊沙織 - 照明：松村忠（株式会社東京舞台照明大阪） - 音響：石崎勝巳（ワークアウト） - 演出助手：川瀬岳大 | - 舞台監督：半田裕也 - 舞台助監督：大島廣知 - 制作：松本明 - 広報：秋山知彦 - 映像制作：足立拳悟 - 宣伝美術：角田やよい - 宣伝映像：樽井克哉 - プロデューサー：植木護、豊田深介 - スーパーバイザー・数学監修：西島和彦 - 主催：株式会社YTJ - 後援：MBSテレビ |

### 2023年
2023年8月26日・27日に福岡・キャナルシティ劇場、2023年9月1日から3日に大阪・森ノ宮ピロティホール、2023年9月9日・10日に愛知・ウインクあいち（愛知県産業労働センター）、2023年9月14日から18日に東京・サンシャイン劇場を会場に、公演が予定されている。主人公の浜村渚役は初演同様にオーディションで選ばれた。

#### キャスト（2023年）
| - 浜村渚 - 桑原愛佳 - 武藤龍之介 - 立石俊樹 - 瀬島直樹 - 藤岡真威人 - 大山あずさ - 飯窪春菜 - 穴杉よしこ - 隅田美保 - 久住 - 入来茉里 - セチ - 藤岡舞衣 - アキ - 西條妃華 - キューティー・オイラー - 井上小百合 - モンキィ・ホール - レ・ロマネスクTOBI - ファントム - 朝隈濯朗 | - ドクター・ピタゴラス - ダイアモンド☆ユカイ - 南田 - 小日向悠、近藤匠真（Wキャスト） - スミレ - 中谷妃那、中山美優（Wキャスト） - 出演ダンサー - SNACK - ASHITAKA - SKAJUN - MIKADOLPHIN - ZENON - LIL PINSCHER アンサンブルは割愛する。 |

#### スタッフ（2023年）
| - 原作：青柳碧人「浜村渚の計算ノート」(講談社文庫刊) - 演出：植木護 - 脚本：嘉納みなこ、植木護 - 作曲・音楽監督：松田純一 - 振付：DRAGON（FOUND NATION・RAB（リアルアキバボーイズ））、アサノユーナ - スーパーバイザー・数学監修：西島和彦 - SFX：シムディレクト | - 衣裳：plus81 - ヘアメイク：エフコマースSTUDIO250 - 美術：金井大道具 - 音響：毎原範俊 - 照明：加藤直子 - 演出助手：神野真理亜 - 舞台監督：山下翼 - 主催：TBS、キョードー大阪、YTJ、ゴーチ・ブラザーズ |